# Juan de Licópolis
San Juan de Licópolis o Juan de Egipto (? - 394) fue uno de los eremitas del desierto de Nitria. Es venerado como santo en diversas confesiones cristianas.

## Biografía
Comenzó como carpintero y empezó su vida solitaria después de recibir la llamada. De acuerdo con la hagiografía descrita por Alban Butler, Juan destacó por la realización de actos aparentemente absurdos por la influencia del Espíritu Santo, como rodar rocas de un lugar a otro y el cultivo de árboles muertos. Luego se retiró a la cima de un acantilado, donde quería evitar todo contacto humano. En particular, a mujeres para evitar la tentación, pero evitó todas las personas de los últimos cincuenta años de su vida. 
San Agustín escribió que Juan fue tentado por el diablo y realizó curaciones milagrosas. Curó a una mujer, según Agustín, de la ceguera que se le había parecido en una visión. También poseía el don de la profecía y hablaba con la gente dos veces por semana a través de una ventana, a menudo prediciendo el futuro y dando detalles de las personas que nunca había conocido nadie. También tuvo visiones proféticas del emperador Teodosio el Grande.
Según Butler, Juan rezó sin cesar, y pasó los tres últimos días de su vida sin comer ni beber, tan solo con el alimento del espíritu. Fue descubierto en su celda, con su cuerpo muerto en posición de orar.